# Wufengella
Wufengella bengtsoni
Genre
Espèce
Wufengella est un genre fossile de camenellains (en) (Tommotiida (en)) du début du Cambrien (étage 3). Décrite en 2022, la seule espèce du genre, Wufengella bengtsonii, est découverte dans les schistes de Maotianshan de la formation de Qiongzhusi dans le Yunnan, en Chine, donc le genre est monotypique.

## Présentation
Le genre Wufengella et l'espèce Wufengella bengtsonii sont décrits et publiés par J. Guo et al. en 2022,. Le fossile indique que l'animal était un ver protégé de sclérites, proche de l'ascendance commune des embranchements Phonorida, Brachiozoa et Bryozoa, qui sont regroupés dans le clade des Lophophorata.

## Découverte
Wufengella est connu à partir d'un seul spécimen. Le fossile a été découvert par les paléontologues chinois Jin Guo et Peiyun Cong à l'Université du Yunnan. Un fossile presque complet, il manque des parties de l'extrémité antérieure. L'emplacement du spécimen, la formation de Qiongzhusi à Haikou, Kunming, dans le sud-ouest de la Chine, fait partie du Chengjian Lagerstätte qui est établi pour appartenir à l'étage 3 du Cambrien (il y a entre 521 et 514 millions d'années),. Le même gisement de fossiles avait produit le lobopode ressemblant à un ver Facivermis et les chordés cambriens Myllokunmingiidae parmi d'autres fossiles d'animaux among other animal fossils,.
Le nom Wufengella fait référence à la colline Wufeng à Chengjiang. Wufeng est un mot chinois pour "phénix dansant/volant". Le nom de l'espèce a été donné en l'honneur de Stefan Bengtson, palénotologue au Musée suédois d'histoire naturelle. Le spécimen (CJHMD00041) est conservé au Musée de la nature du Yunnan. Luke A. Parry de l'Université d'Oxford a identifié le spécimen comme étant un ver tommotiide, et la description a été publiée dans Current Biology.

## Description

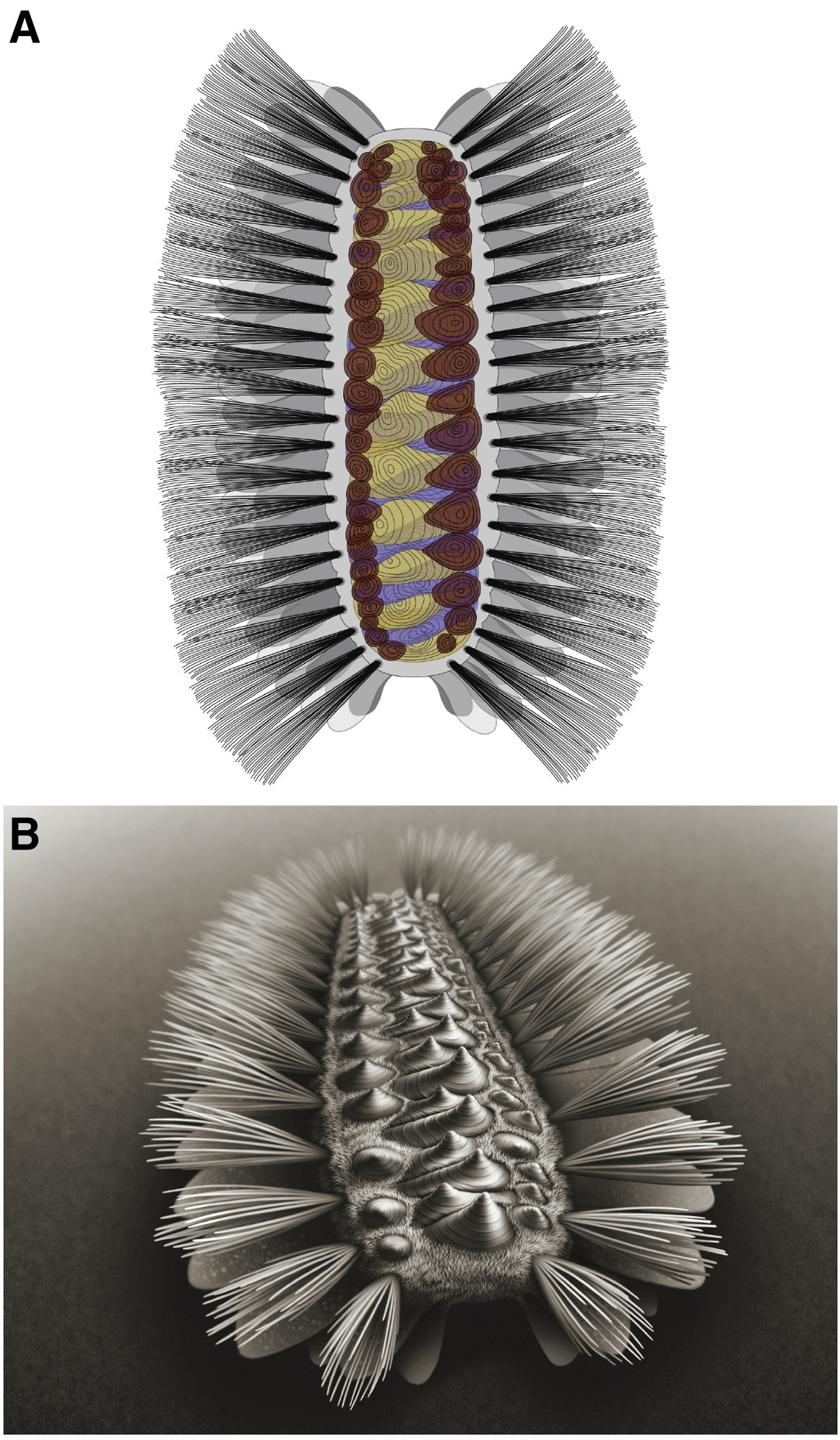
Restitution.

D'un fossile partiellement incomplet, Wufengella est connu pour avoir un corps allongé qui mesure environ 16 mm de long. Il a de longs poils des deux côtés du corps qui sont présumés être des organes sensoriels pour détecter leur environnement immédiat, comme l'approche de prédateurs. Il a également des structures en forme de rabat qui pourraient être des organes d'aspiration pour la fixation à des objets. Contrairement aux lophophorés apparentés qui sont fixés aux fonds marins, Wufengella était probablement activement mobile.
La face arrière (dorsale) de Wufengella est parsemée de plaques de protection appelées sclérites. Les sclérites sont disposées presque au hasard (asymétrique bilatéralement) dans tout le corps. Cependant, il existe un modèle d'organisation. Les sclérites majeurs les plus grands sont alignés en deux rangées le long de la longueur du corps, et les minuscules mineurs sont répartis de manière inégale entre les deux rangées principales.

## Position phylogénétique

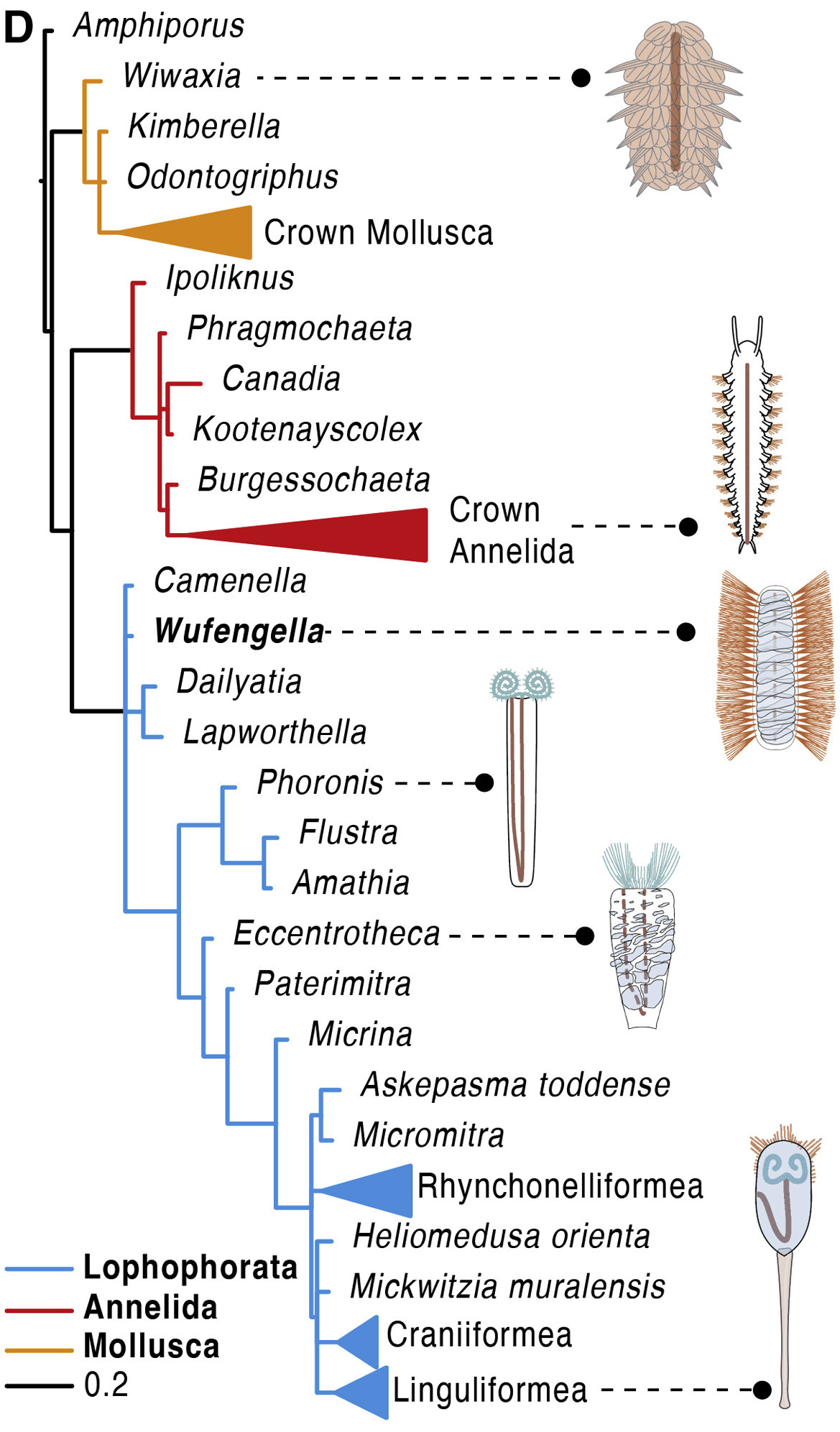
Position phylogénétique de Wufengella.

Wufengella a deux caractéristiques importantes qui contribuent aux changements évolutifs dans l'ancien groupe des Lophophorata, qui incluent les Tommotiida :
- la présence de sclérites, qui est une structure commune qui distingue les tommotiides. Dans tous les groupes, à l'exception des tannuolinides (comme Micrina), les sclérites sont asymétriques[12]. La structure et la distribution des sclérites indiquent le lien entre les différents groupes[1].
- la segmentation du corps. La disposition des sclérites et des soies indique que le corps est segmenté transversalement comme chez les vers annélides modernes. Cela suggère que Wufengella pourrait être liée à l'ancêtre commun des annélides et des brachiopodes. De plus, la superstructure indique qu'il pourrait être proche de l'ascendance commune Phonorida, Brachiozoa et Bryozoa[3]. On considère que les trois embranchements constituent une même lignée évolutive et sont collectivement regroupés en un clade appelé Lophophorata[13]. Il a été prédit que le dernier ancêtre commun des lophophorés serait un suspensivore sessile, porteur de lophophores, ayant un intestin en forme de U[14],[15]. Le fait que Wufengella soit mobile suggère qu'il se trouve en deçà du groupe-couronne des Lophophorata[1].

## Publication originale
- (en) Jin Guo, Luke A. Parry, Jakob Vinther, Gregory D. Edgecombe, Fan Wei, Jun Zhao, Yang Zhao, Olivier Béthoux, Xiangtong Lei, Ailin Chen, Xianguang Hou, Taimin Chen et Peiyun Cong, « A Cambrian tommotiid preserving soft tissues reveals the metameric ancestry of lophophorates », Current Biology, Royaume-Uni, Cell Press et Elsevier, vol. 32, no 21,‎ 27 septembre 2022, p. 4769-4778.E2 (ISSN 0960-9822 et 1879-0445, OCLC 45113007, PMID 36170853, DOI 10.1016/J.CUB.2022.09.011).